# Opel Mokka
De Opel Mokka is een compacte crossover of SUV van Opel die in 2012 is geïntroduceerd. De Opel Mokka wordt in het Verenigd Koninkrijk als Vauxhall Mokka verkocht en in de Verenigde Staten en China als Buick Encore. Zustermodel is de Chevrolet Trax met afwijkend ontwerp, die in Australië als Holden Trax wordt verkocht.

## Details
De eerste teasers van de Buick Encore werden eind december 2011 vrijgegeven. Begin januari 2012 gaven Opel en Buick de eerste informatie en afbeeldingen van de Mokka/Encore vrij. De Buick Encore debuteerde op de North American International Auto Show in Detroit in januari, de Opel Mokka begin maart op het Autosalon van Genève 2012. De Mokka is leverbaar met twee benzinemotoren, een bi-fuel (LPG) motor en een dieselmotor. De 1.6 benzine en de 1.4 Turbo benzinemotor leveren respectievelijk 115 en 140 pk, waarbij de eerste louter wordt geleverd met voorwielaandrijving en de laatste standaard met vierwielaandrijving. De 1.4 Turbo bi-fuel (LPG) motor levert 103 kW (140 pk). De 1.6 CDTI die de verouderde 1.7 CDTI 96 kW (130pk) vervangt heeft een vermogen van 100 kW (136 pk) en is optioneel verkrijgbaar met vierwielaandrijving, ook een automatische versnellingsbak behoort tot de mogelijkheden. Alle uitvoeringen hebben standaard een start/stop systeem (ecoFLEX) met uitzondering van de 1.6 CDTI automaat. Tot de opties behoren onder meer Opel Eye waarbij verkeersborden worden gescand, een achteruitrijcamera, adaptieve verlichting en een geïntegreerde FlexFix fietsendrager.

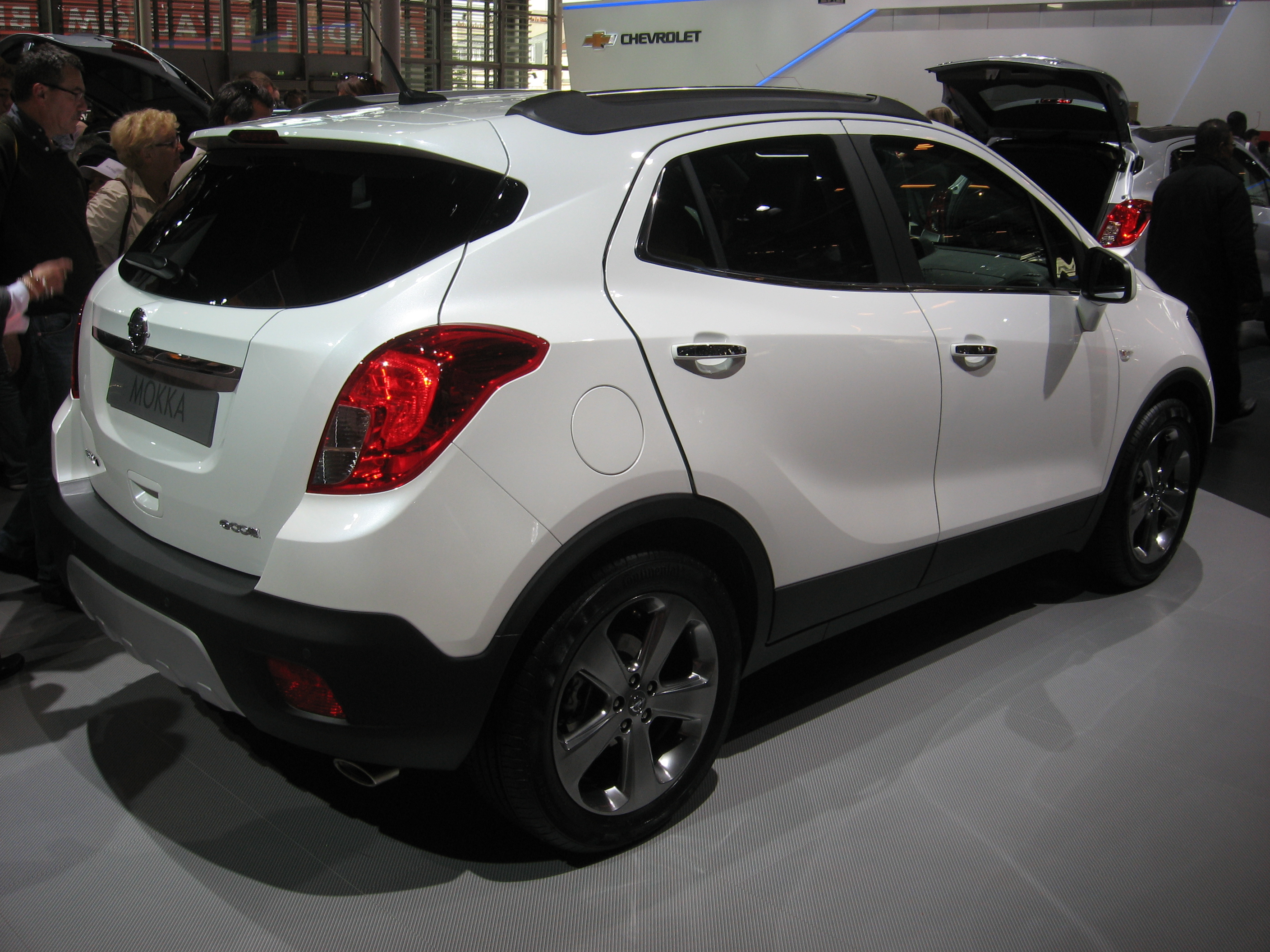
Opel Mokka
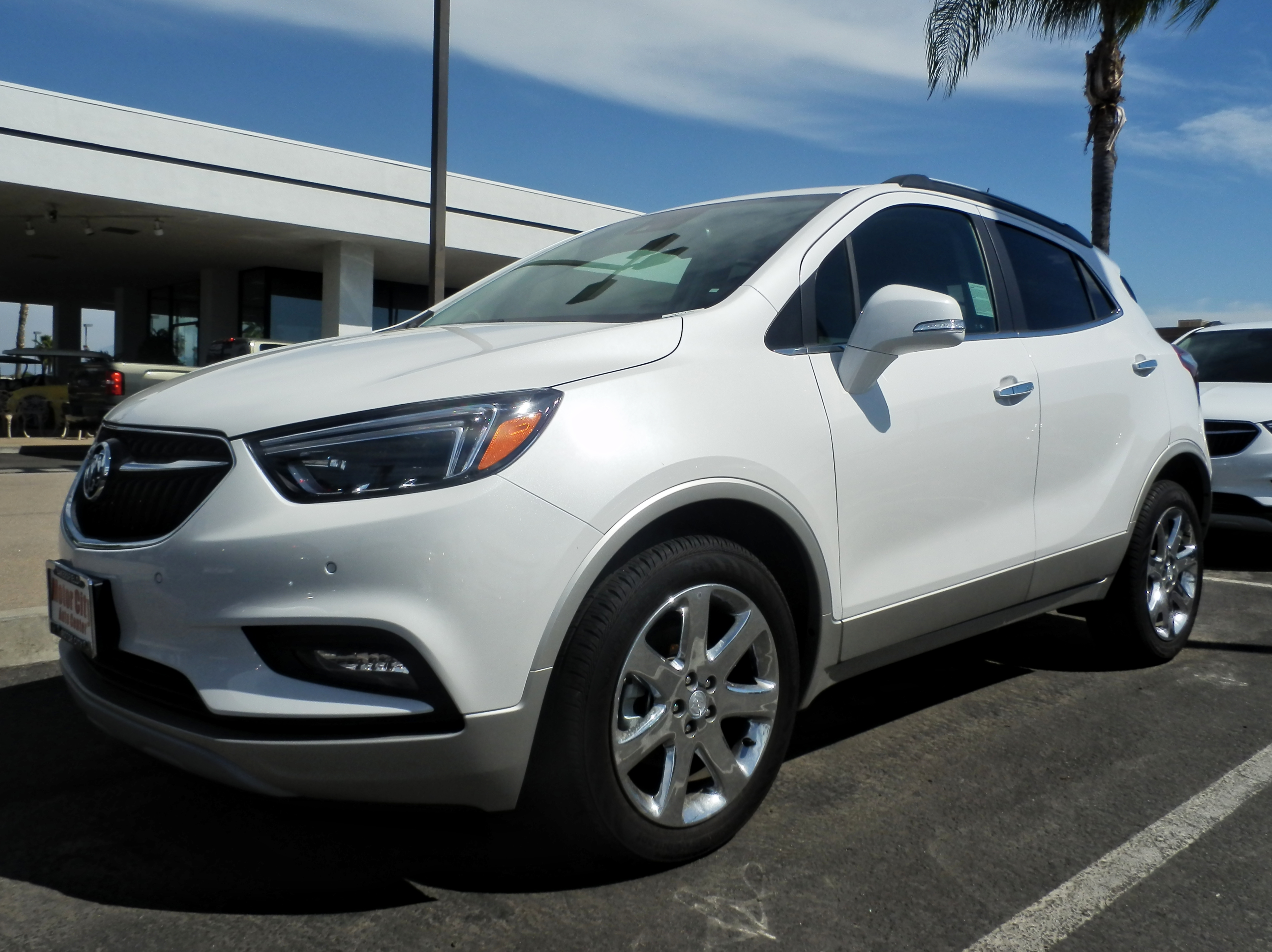
Buick Encore
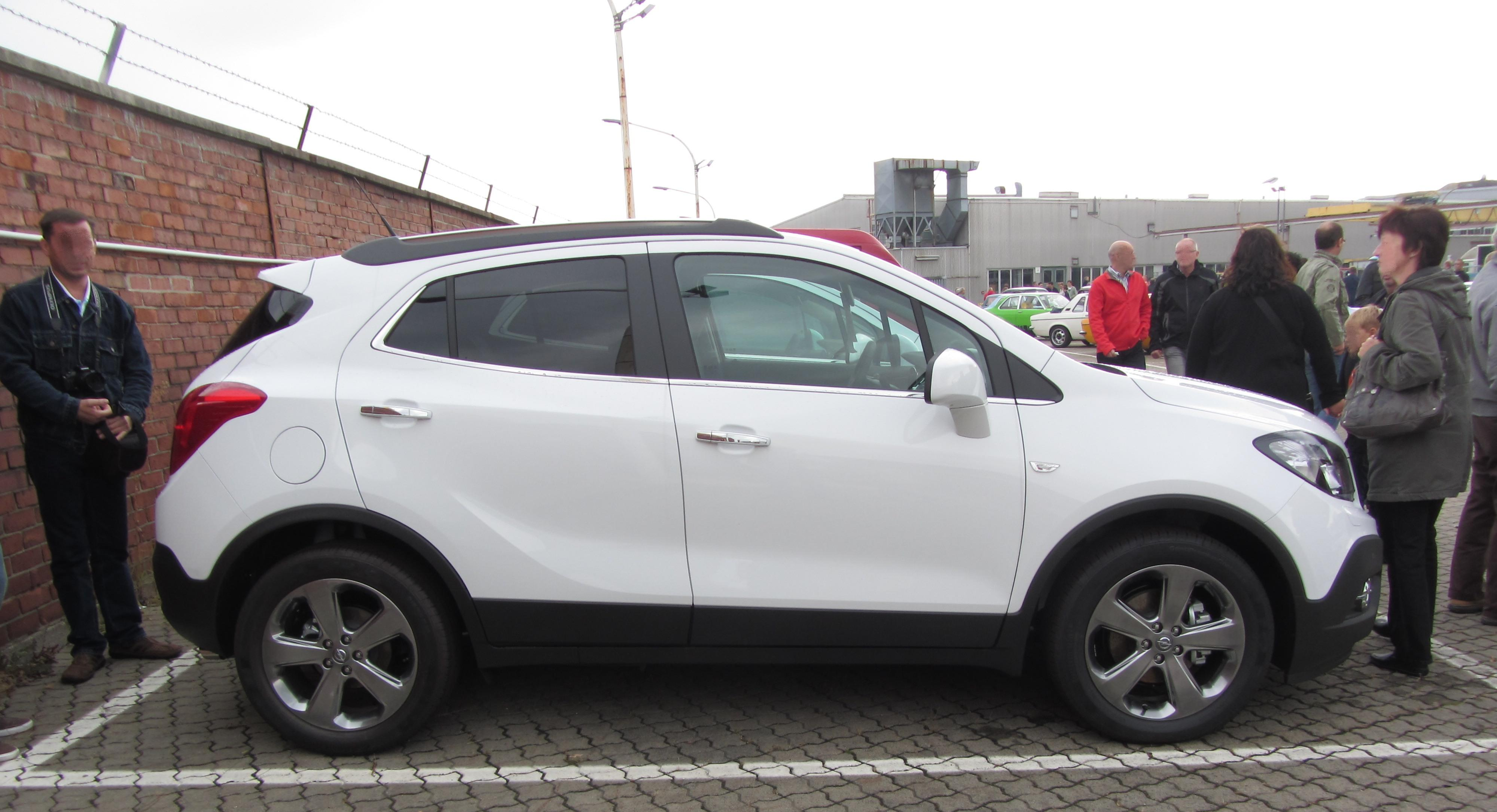
Opel Mokka
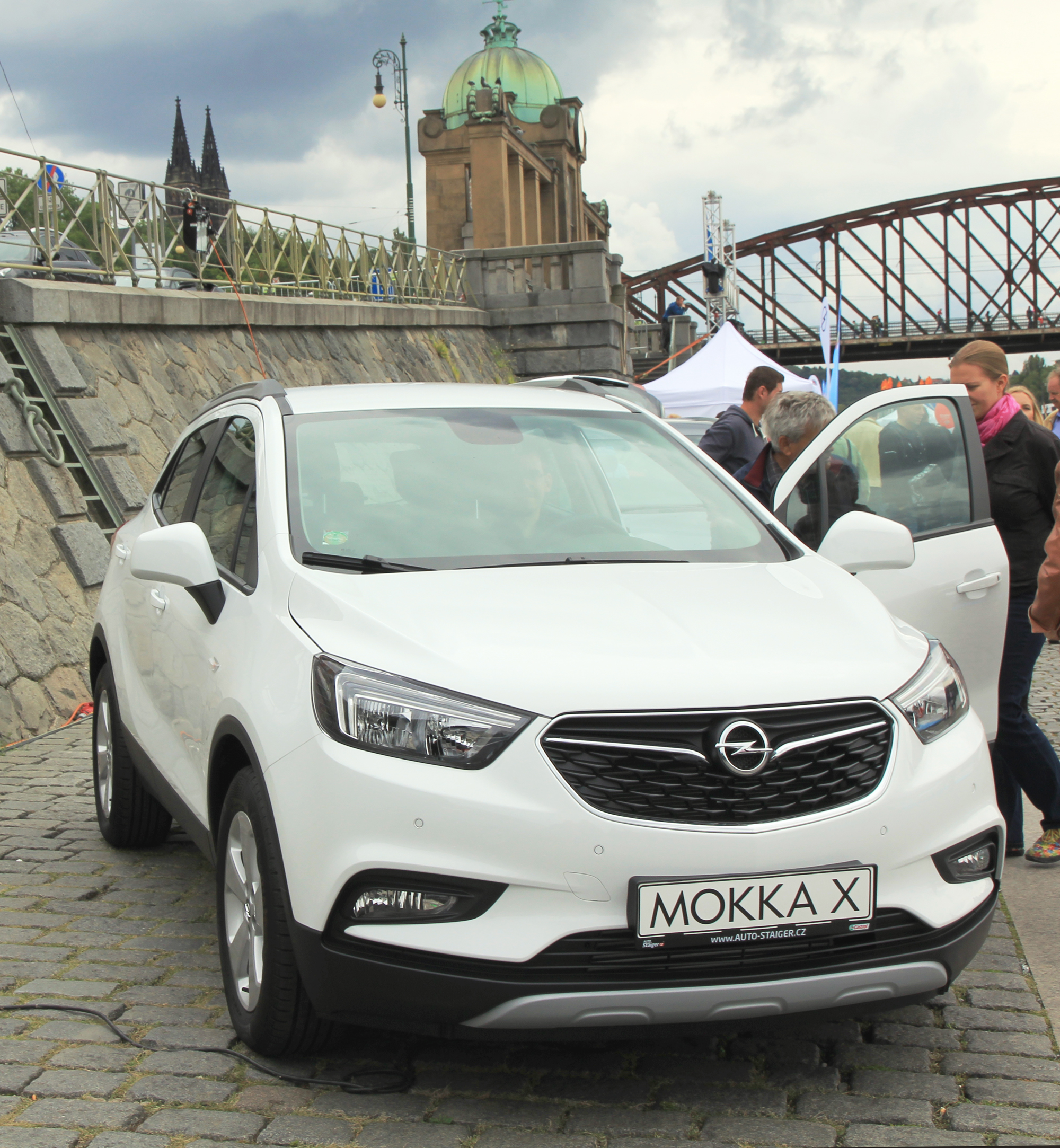
Opel Mokka X
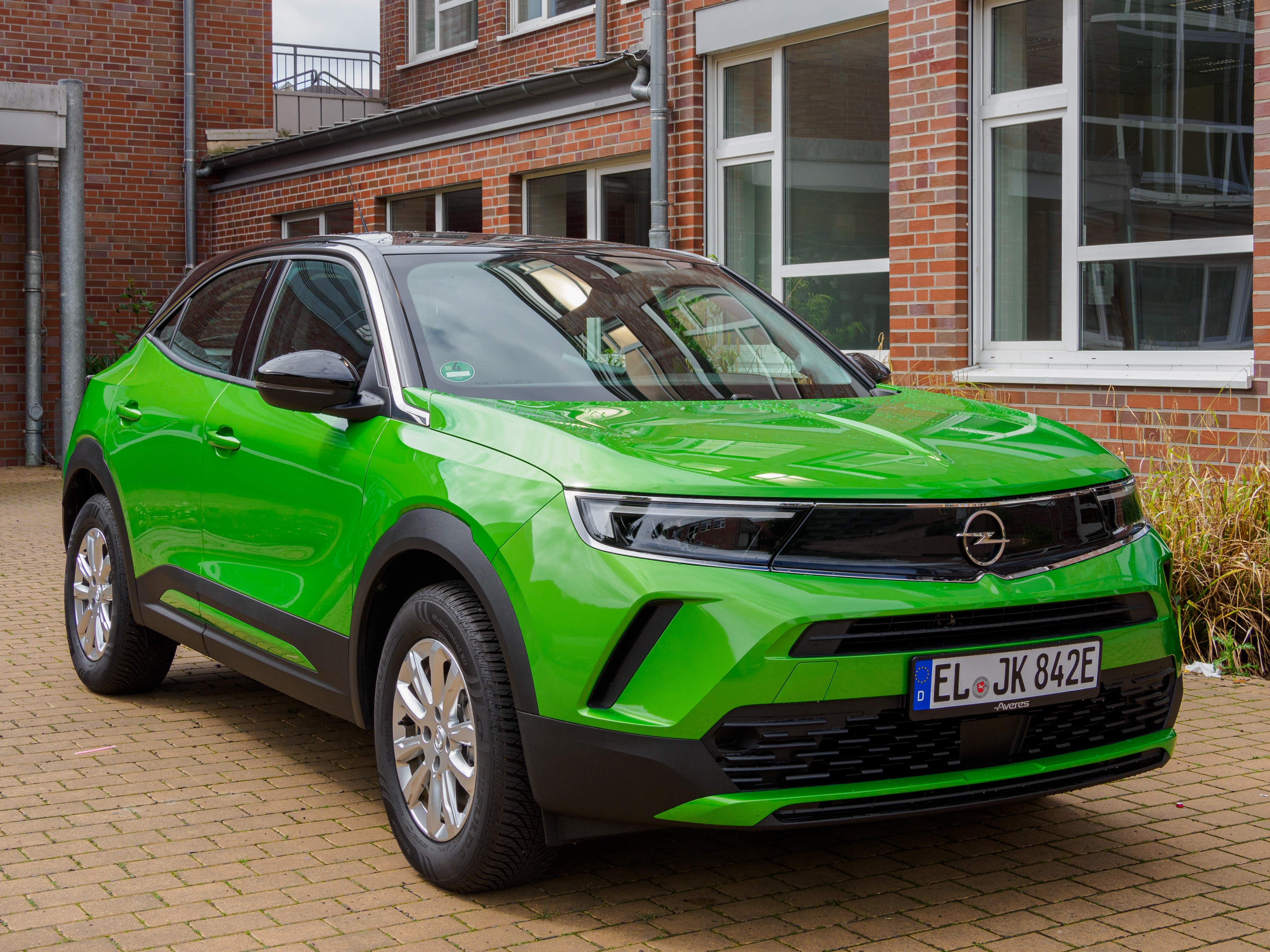
Opel Mokka-e

#### Uitvoeringen
- Selection
- Edition
- Cosmo

## Motoren
| Type                            | Cilinders | Kleppen | Cilinderinhoud | Vermogen                       | Koppel                     | CO2-uitstoot | Opmerkingen |
| ------------------------------- | --------- | ------- | -------------- | ------------------------------ | -------------------------- | ------------ | ----------- |
| Benzine-en bi-fuel (LPG)motoren |           |         |                |                                |                            |              |             |
| 1.6                             | 4         | 16      | 1598 cm³       | 85 kW (115 pk) bij 6000 min−1  | 155 Nm bij 4000 min−1      | 153 g/km     | 2012-heden  |
| 1.4 Turbo (ook in bi-fuel)      | 4         | 16      | 1364 cm³       | 103 kW (140 pk) bij 6000 min−1 | 200 Nm bij 1850-4900 min−1 | 149 g/km     | 2012-heden  |
| Dieselmotoren                   |           |         |                |                                |                            |              |             |
| 1.7 CDTI                        | 4         | 16      | 1686 cm³       | 96 kW (130 pk) bij 4000 min−1  | 300 Nm bij 2000-2500 min−1 | 124-144 g/km | 2012-heden  |